# 이주용 (축구 선수)
이주용(李周勇, 1992년 9월 26일 ~ )은 대한민국의 축구 선수로 현재 인천 유나이티드에서 풀백으로 활동하고 있다.

## 클럽 경력

### 전북 현대 모터스1기
2011 K리그 드래프트에서 전북 현대 모터스에 지명된 직후 동아대학교에 진학했다가 2014 시즌을 앞두고 전북 현대 모터스 입단을 통해 프로에 입문한 뒤 2014 시즌 공식전 24경기 1골 1어시스트로 맹활약하며 전북의 리그 통산 3번째 우승, 2014년 FA컵 4강 진출 등에 공헌했고 이러한 활약에 힘입어 2014년 K리그1 베스트 11 수비수 부문 후보에 이름을 올리기도 했다.
그 후 2016 시즌까지 공식전 34경기 1골을 기록하면서 전북의 2회 연속 리그 우승, 2016년 K리그1 준우승, 2016년 AFC 챔피언스리그 우승 등에 기여하며 전북의 주축 수비수로 활약한 뒤 2016 시즌 종료 후 군 입대를 선택했다.

### 아산 무궁화
2016 시즌을 마친 뒤 군 문제 해결을 위해 아산 무궁화에 입대한 후 2018 시즌까지 공식전 49경기 1골 5어시스트의 준수한 활약으로 2018년 K리그2 우승의 기쁨을 맛보았다.

### 전북 현대 모터스 2기
아산 무궁화의 2018년 K리그2 우승에 기여한 후 2018년 K리그1 상위스플릿을 앞두고 전북 현대에 복귀하여 2018 시즌 막판 로테이션 멤버로 리그 3경기에 출전하여 전북의 통산 6번째 리그 우승에 힘을 보탰다.
그 이후 2021 시즌까지 주로 로테이션 멤버로 나서서 공식전 41경기 3어시스트를 기록하며 2020 시즌 더블 달성(2020년 K리그1 우승, 2020년 FA컵 우승)과 전북의 리그 5연패 등에 일조했다.

### 인천 유나이티드
2021 시즌을 마치고 2022 시즌을 앞둔 2022년 1월 3일 인천 유나이티드로 임대 이적을 확정지으며 당시 인천대건고등학교 창단 멤버였던 2008년 이후 14년만에 인천으로 돌아왔다.
비록 부상으로 경기에는 많이 출전하지는 못했지만 공식전 10경기에 출전하며 2013년 승강제 도입 이후 인천의 창단 첫 K리그1 상위스플릿 진출에 조금이나마 일조했다.

### 제주 유나이티드
2023 시즌을 앞둔 2023년 2월 22일 정우재와의 맞트레이드를 통해 제주 유나이티드의 유니폼으로 갈아입었다.

## 국가대표팀 경력
2015년 6월 1일 발표된 아랍에미리트와의 친선 경기 및 미얀마와의 2018년 FIFA 월드컵 아시아 지역 2차 예선 G조 2차전 경기에 나설 대표팀 명단에 합류한 뒤 11일 아랍에미리트와의 경기에서 A매치 데뷔전을 치렀다. 
그 후 같은 해 7월 20일 발표된 2015년 EAFF 동아시안컵 최종 명단에 합류한 이후 일본과의 2차전과 북한과의 최종전에 선발 출전하여 팀의 통산 3번째 동아시안컵 우승에 일조했다.

## 수상

### 클럽
전북 현대 모터스
- K리그1 : 우승 (2014, 2015, 2019, 2020, 2021), 준우승 (2016)
- FA컵 : 우승 (2020), 4강 (2014)
- AFC 챔피언스리그 : 우승 (2016)

아산 무궁화
- K리그2 : 우승 (2018)

인천 유나이티드
- K리그1 : 4위 (2022)

### 국가대표팀
대한민국
- EAFF E-1 풋볼 챔피언십 : 우승 (2015)